# Soufiane Chakkouche
Soufiane Chakkouche (en arabe : شكوش سفيان) né à Casablanca le 23 décembre 1977, au Maroc, est un auteur marocain de langue française appartenant à la nouvelle génération d'écrivains maghrébins. 
Il est également scénariste, journaliste, nouvelliste et enseignant de presse écrite.
Il est spécialisé dans le polar. Son roman, L'inspecteur Dalil à Paris, publié en février 2019 chez éditions Jigal, a été finaliste du grand prix de littérature policière 2019, une première pour un écrivain marocain.
Toutefois, dans un autre registre, il publie Zahra aux éditions canadiennes David en février 2021, un roman à mille lieues du monde du polar et qui a rencontré un succès immédiat avec un une nomination au prix Alain-Thomas du Salon du livre de Toronto 2022, une mention spéciale du jury du prix Champlain 2022 et une place de finaliste au prix Trillium 2022.   

## Biographie
Soufiane Chakkouche est né à Casablanca le 23 décembre 1977. Après un Bac scientifique obtenu au lycée Victor-Hugo de Marrakech, il s'envole pour la France afin de poursuivre ses études. Il y obtient en 2004 un Master 2 en Ingénierie de la Statistique et Informatique Décisionnelle ainsi qu'un DEST en Génie civil[réf. nécessaire].
De retour au pays, et après quelques années de travail dans son domaine d'études, l'ingénierie, il se reconvertit en devenant journaliste de presse écrite et chroniqueur pour plusieurs supports francophones, puis enseignant de journalisme d'enquête avant de se consacrer à l'écriture de romans. 
Par ailleurs, c'est en étant finaliste du concours de la nouvelle noire organisé par l'Institut Français de Marrakech en 2009 avec la nouvelle Le Troisième œil, que naît son personnage fétiche, l'inspecteur Dalil. 4 ans plus tard, il publie chez Casa Express Éditions son premier roman intitulé L'inspecteur Dalil à Casablanca. 
Son deuxième roman, L'inspecteur Dalil à Paris, est édité en février 2019 en France chez les Éditions Jigal et est finaliste du prestigieux Grand prix de littérature policière 2019.   
Il publie un troisième roman, Zahra, aux éditions canadiennes David. Avec ce livre paru le 23 février 2021 dans la collection Indociles, Soufiane Chakkouche s'essaie à un autre genre littéraire. En effet, Zahra a été finaliste du prix Alain-Thomas du Salon du livre de Toronto 2022 et a reçu une mention spéciale du jury du prix Champlain 2022 au Canada. Zahra est également finaliste du prix Trillium 2022. 
L'auteur publie un quatrième roman (troisième de la série de L'inspecteur Dalil) en septembre 2022 s'intitulant L'inspecteur Dalil à Beyrouth, toujours avec son personnage fétiche, l'inspecteur Dalil ainsi qu'avec la même maison d'édition française, les Éditions Jigal. 
Soufiane Chakkouche travaille actuellement en tant que journaliste indépendant et scénariste à Toronto. Il est également membre du jury de plusieurs prix littéraires au Canada.  

## Œuvres
- 2010 : Le Troisième Œil, Marsam, nouvelle dans le recueil de la Nouvelle noire, tome 3.
- 2013 : L'Inspecteur Dalil à Casablanca, Casa Express Éditions[7].
- 2019 : L'Inspecteur Dalil à Paris, Éditions Jigal.
- 2021 : Zahra, Éditions David[8].
- 2022 : Aicha, Éditions du Caïman, nouvelle dans le recueil Au delà des colères muettes.
- 2022 : L'Inspecteur Dalil à Beyrouth, Éditions Jigal.

## Prix et Distinctions
- 2019 : finaliste du Grand prix de littérature policière (France).
- 2022 : mention spéciale du jury du prix Alain Champlain (Canada).
- 2022 : finaliste du prix du Salon du livre de Toronto.
- 2022 : finaliste du prix Trillium (Canada).
- 2023 : membre du jury du Prix d'Ottawa.
- 2023 : membre du jury du prix Émergence (Canada)[9].
- 2024 : membre du jury du prix Trillium (Canada).